# Jean I xứ Berry
Jean xứ Berry (tiếng Pháp: Jean de Berry; 30 tháng 11 năm 1340 - 15 tháng 6 năm 1416), còn có biệt danh là Jean Hoa lệ (Jean le Magnifique), là Công tước các xứ Berry, Auvergne và Bá tước xứ Poitiers và Montpensier. Ông là con trai thứ ba của Vua Jean II của Pháp và Jutta của Bohemia; anh em trai của ông gồm có Vua Charles V của Pháp, Công tước Louis I xứ Anjou và Công tước Philippe II xứ Bourgogne. Ông chủ yếu được nhớ đến như một nhà sưu tập các bản thảo được công khai quan trọng và các tác phẩm nghệ thuật khác do ông ủy quyền bảo trợ, chẳng hạn như Très Riches Heures. Phương châm cá nhân của ông là Le temps venra ("thời gian sẽ đến").

## Tiểu sử

Huy hiệu của Công tước Jean xứ Berry, năm 1360.

Ông sinh ra tại lâu đài Vincennes vào ngày 30 tháng 11 năm 1340. Năm 1356, ông được cha phong làm Bá tước xứ Poitou, và vào năm 1358, ông được phong làm khâm sai đức vua (Lieutenant du roi) tại xứ Auvergne, Languedoc, Périgord, và Poitou để quản lý các vùng đó dưới danh nghĩa của cha mình trong khi vua cha đang bị người Anh bị giam cầm. Khi Poitiers được nhượng lại cho Anh vào năm 1360, Jean II đã trao cho con trai Jean của mình các công quốc Berry và Auvergne mới thành lập. Theo các điều khoản của Hiệp ước Brétigny được ký kết vào tháng 5 năm đó, Jean trở thành con tin của vua Anh và ở lại Anh cho đến năm 1369. Khi trở về Pháp, anh trai của ông, lúc đá đã là vua Charles V, đã bổ nhiệm ông làm khâm sai cho các xứ Berry, Auvergne, Bourbonnais, Forez, Sologny, Touraine, Anjouin, Maine và Normandie.

### Làm nhiếp chính
Sau Charles V qua đời vào năm 1380, Thái tử Charles còn chưa thành niên, vì vậy vị công tước xứ Berry và các anh em trai của ông, cùng với người cậu của vị vua trẻ, Công tước xứ Bourbon, cùng đóng vai trò nhiếp chính. Jean cũng được bổ nhiệm làm Khâm sai tại Languedoc vào tháng 11 cùng năm, nơi ông buộc phải đối phó với Harelle, một cuộc nổi dậy của nông dân bị thúc đẩy bởi thuế nặng để hỗ trợ nỗ lực chiến tranh chống lại người Anh. Sau khi Louis xứ Anjou qua đời vào năm 1384, ông và em trai, Công tước Philippe II xứ Bourgogne, là những nhân vật thống trị trong vương quốc.
Tuy nhiên, đến năm 1399, vị vua trẻ đã chấm dứt chế độ nhiếp chính và thâu tóm quyền bính về tay mình. Charles VI đã trao quyền điều hành vương quốc phần lớn cho các bộ trưởng cũ của cha mình, những người vốn là kẻ thù chính trị của những người chú quyền lực. Jean cũng bị tước bỏ chức vụ của mình ở Languedoc vào thời điểm đó. Tuy nhiên, Jean và em trai đã không rời bỏ triều đình quá lâu. Ngay từ năm 1392, Charles VI đã bộc phát cơn điên loạn đầu tiên của mình, và nó vẫn sẽ đeo bám vua suốt cuộc đời. Hai vị công tước hoàng gia tiếp tục nắm quyền triều chính cho đến năm 1402, khi Charles VI, trong một khoảnh khắc đủ tỉnh táo, đã thu lại quyền hành từ họ và trao nó cho em trai mình là Louis xứ Orleans.
Simon xứ Cramaud, một nhà giáo luật và giám quốc, đã phục vụ Công tước trong nỗ lực tìm cách chấm dứt cuộc ly giáo Đại Tây mà không gây bất lợi cho lợi ích của người Pháp.

### Cuộc sống sau này
Trong những năm cuối đời, Jean trở thành một nhân vật hòa giải nhiều hơn ở Pháp. Sau khi Philippe Táo bạo qua đời vào năm 1404, ông là người sống sót cuối cùng trong số những người con trai của Jean II, và thường cố gắng đóng vai một người hòa giải giữa hai phe của các cháu trai ông là Louis xứ Orléans và Jean xứ Bourgogne. Sau vụ sát hại công tước xứ Orléans theo lệnh của Jean xứ Bourgogne, vị công tước xứ Berry thường đứng về phe nOrléan hoặc Armagnac trong xung đột, nhưng thường luôn là một nhân vật ôn hòa, cố gắng hòa giải hai bên và thúc đẩy hòa bình nội bộ. Phần lớn là do sự thúc giục của ông rằng Charles VI và các con trai của ông không có mặt trong trận Agincourt vào năm 1415. Nhớ lại số phận bị giam cầm của cha mình sau trận Poitiers 59 năm trước, Jean xứ Berry lo sợ số phận của nước Pháp nên nhà vua và những người thừa kế của ông bị bắt và ngăn cản thành công sự tham gia của họ. Ông qua đời vào ngày 15 tháng 6 năm 1416 tại Paris vài tháng sau trận chiến, điều này đã chứng tỏ sự thảm khốc như ông đã lo sợ.

### Hôn nhân và hậu duệ
Jean có những người con sau đây với người vợ đầu tiên của ông, Jeanne xứ Armagnac (1346–1387), người mà ông kết hôn vào năm 1360:
- Bonne xứ Berry (1367–1435), người kế vị ông trở thành Nữ Tử tước Carlat và kết hôn lần đầu với Amadeus VII, Bá tước xứ Savoy,[5] và sau đó là Bernard VII, Bá tước Armagnac
- Charles xứ Berry, Bá tước Montpensier (1371–1383)
- Jeanne xứ Bery (1373–1375)
- Beatrice xứ Berry (tháng 4 năm 1374)
- Marie xứ Berry (1375–1434), người kế vị ông với tư cách là Nữ công tước xứ Auvergne và kết hôn với Louis III của Châtillon, sau đó là Philip xứ Artois, Bá tước Eu và cuối cùng là John I, Công tước xứ Bourbon.
- Jean xứ Berry, Bá tước xứ Montpensier, (1375 / 1376–1397), lần đầu tiên kết hôn với Catherine của Pháp, con gái của Charles V, Vua của Pháp; và sau đó kết hôn với Anne xứ Bourbon
- Louis xứ Berry (1383, chết trẻ)

Một con trai bất hợp pháp với một phụ nữ Scotland: Owuoald (1370 - trước 1382), sinh ra ở Anh trong thời gian John bị giam cầm.
Năm 1389, ông kết hôn với người vợ thứ hai, Joan II, Nữ bá tước Auvergne (khoảng 1378-1424).

## Người bảo trợ nghệ thuật

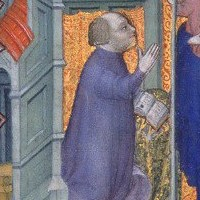
Chân dung John đang quỳ gối cầu nguyện

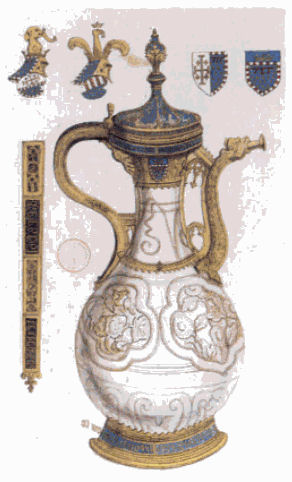
John, Công tước Berry là chủ nhân của chiếc bình Fonthill, được làm ở Jingdezhen, Trung Quốc, mảnh sứ Trung Quốc sớm nhất được ghi nhận là đã đến châu Âu, vào năm 1338.

Jean xứ Berry cũng là một người bảo trợ đáng chú ý, người đã đặt trong số các tác phẩm khác cuốn Sách Giờ nổi tiếng nhất, Très Riches Heures. "Giống như các tác phẩm khác được sản xuất dưới sự bảo trợ của công tước, mô hình sang trọng này phản ánh nhiều khuynh hướng nghệ thuật thời đó trong sự kết hợp giữa chủ nghĩa hiện thực Flemish, phong cách Paris tinh tế và kỹ thuật vẽ của Ý." Việc chi tiêu cho bộ sưu tập nghệ thuật của ông đã đánh thuế nghiêm trọng vào tài sản của ông, và ông đã lâm vào cảnh nợ nần chồng chất khi qua đời năm 1416 tại Paris.
Các tác phẩm được tạo ra dành cho ông bao gồm các bản thảo được gọi là Très Riches Heures, Belles Heures của Jean de France, Duc de Berry và các phần của Turin-Milan Hours. Tác phẩm của thợ kim hoàn bao gồm Holy Thorn Beliequary và Royal Gold Cup, cả hai đều nằm trong Bảo tàng Anh. Trong số các nghệ sĩ làm việc cho ông có Limbourg Brothers, Jacquemart de Hesdin và André Beauneveu.
Trang web của bảo tàng Louvre nói về ông:
| “ | Bằng sở thích chính xác của mình, bằng sự tìm kiếm không mệt mỏi của mình đối với các nghệ sĩ, từ Jacquemart de Hesdin đến anh em Limbourg, Jean xứ Berry đã đóng góp quyết định vào việc đổi mới nghệ thuật diễn ra trong thời đại của ông và cho một số lượng nhà tôn giáo, đáng chú ý là Nhà thờ Đức Bà Paris. | ” |